# Jean-Pierre Lesguillon
Jean-Pierre Lesguillon (* 13. Februar 1799 in Orléans; † 22. Januar 1873 in Paris) war ein französischer Dichter, Romanschriftsteller, Dramatiker und Librettist.

## Leben und Werk
Jean-Pierre Lesguillon trat zuerst 1824 mit einer Épître à Lemercier hervor und ließ im folgenden Jahr am Odeón-Theater die Verskomödie Les nouveaux adelphes aufführen. Zu gleicher Zeit bewarb er sich um akademische Preise in der Provinz und war Mitarbeiter und Gründer verschiedener Journale wie Album national, Le Conteur, La Revue des théâtres, La Verité sowie L’Almanach des Muses. Er schrieb eine Anzahl von Liederspielen und kehrte dann zum ernsthafteren Lustspiel und Drama zurück. Es entstanden:
- Le cachemire, Komödie, 1827
- La cachette, 1830
- Mephistophèles, Schauspiel in Versen, 1829 (vor der ersten Aufführung von der Zensur verboten, drei Jahre später aber gespielt)
- La fiancée du proscrit, Schauspiel, 1834
- Le jeton de Frascati, Schauspiel, 1836
- Nanon, Ninon et Maintenon ou les trois boudoirs, dreiaktige Komödie, 1839 (gemeinsam mit Emmanuel Théaulon und Achille Dartois verfasst)
- Les prétendants, Lustspiel in Versen, 1842
- Le dernier figaro ou cinq journées d’un siècle, Lustspiel in Prosa, 1848
- Le protégé de Molière, 1848 (gemeinsam mit Saint-Yves verfasst)
- Figaro en prison, 1850 (gemeinsam mit L. Monrose verfasst)
- Les deux lièvres, einaktige Komödie, 1862
- Washington, historisches Schauspiel, 1866
- Les amis de César, römische Komödie, 1866

Als Romanschriftsteller trat Lesguillon an die Öffentlichkeit mit Marie Touchet (1833) und Albéric ou la comédie de cinque ans (2 Bde., 1839). Er kultivierte auch das Gebiet der Lyrik, auf dem er insbesondere als herumziehender Minnesänger großen Ruhm erntete. An Poesien seien genannt: La colonne (1830), Émotions (1833), Napoléon au Camp de Boulogne (1847), Poème, das preisgekrönt wurde, und Le télescope (1852), das bei den Blumenspielen von Toulouse den Preis davontrug. Eine Sammlung von Lobgesängen zu Ehren Napoleons III. enthält: La poésie à Napoléon III. (1852), das lyrische Gedicht La musique (1856) und Un songe dans l’Attique (1857). Seine gekrönten Poesien gab er als Couronnes académiques (Paris 1861) gesammelt heraus.
Von prosaischen Aufsätzen Lesguillons seien genannt:
- La camaraderie dans les lettres, les sciences et les arts, Paris 1853
- Les devoirs de l’homme de lettres, Paris 1854 (von einer Departementalakademie mit dem ersten Preis ausgezeichnet)
- Épître à M. le Lieutenant-colonel Staaf sur la poésie contemporaine, Paris 1868

Lesguillon war seit 1836 mit Hermance, geb. Jeanne Michelle Armande Sandrin (1812–1882) verheiratet, die ebenfalls mehrere lyrische Sammlungen und Romane herausgab. Er starb am 22. Januar 1873 im Alter von knapp 74 Jahren in Paris und wurde auf dem Friedhof Père-Lachaise beigesetzt. Eine Sammlung seiner Bühnenstücke erschien unter dem Titel Théâtre de Lesguillon, précédé d’une notice bibliographique (3 Bde., Paris 1879/80).